# Négociants réunis

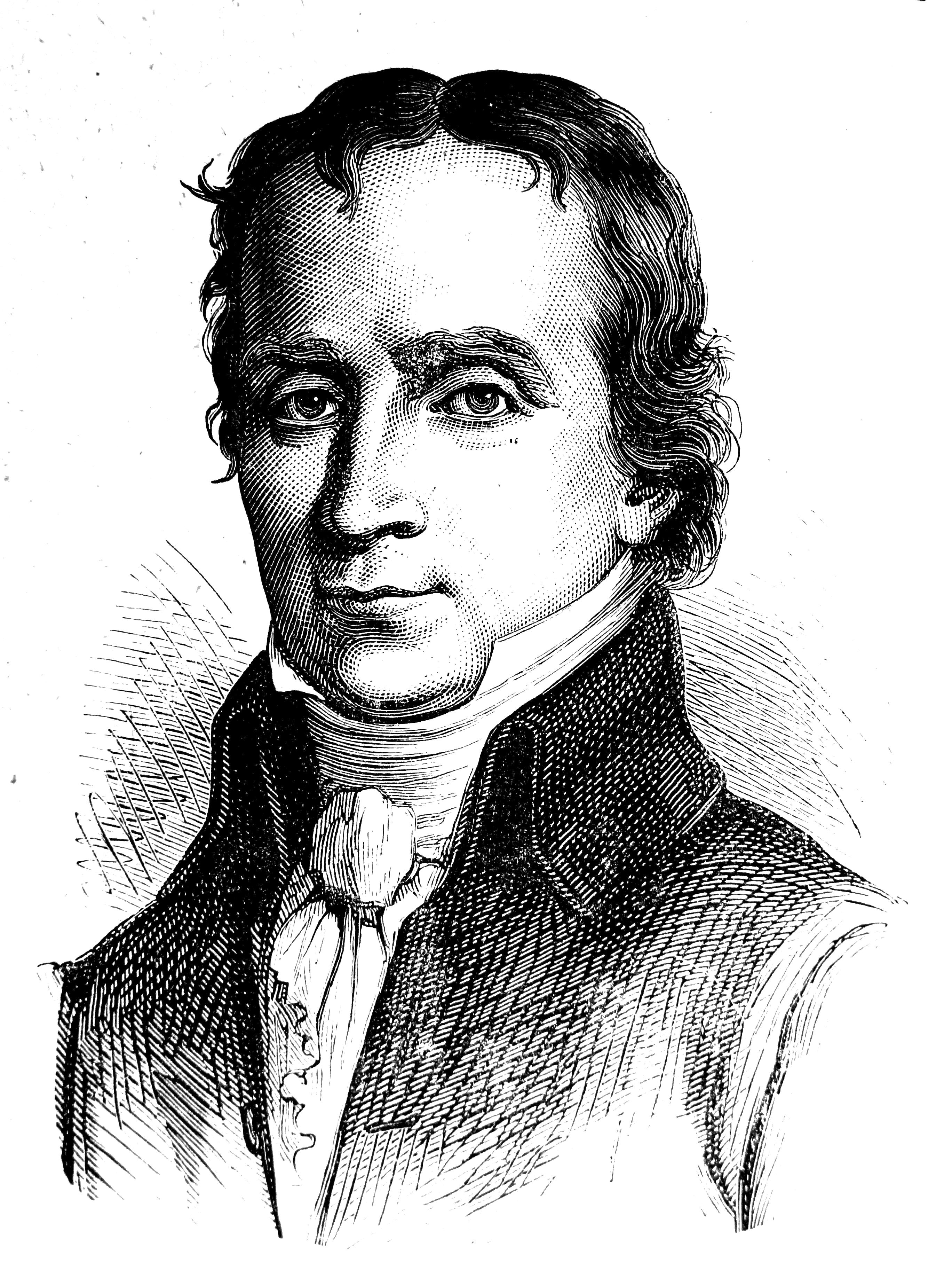
Le secrétaire aux Finances Barbé-Marbois, rendu responsable de la crise de 1805-1806.

Les « Négociants réunis » constituent, entre 1799 et 1806, un groupement de sociétés et d'hommes d’affaires français qui deviennent les correspondants du Trésor afin de fournir des capitaux au régime mis en place par Napoléon Bonaparte.
Toutes ces tentatives sont des échecs et se soldent en 1806 par une crise sans précédent de la trésorerie publique et des finances françaises.

## Bonaparte à la recherche de crédits
En 1798, après le scandale du Tiers consolidé, le Directoire se retrouve face à une situation financière désastreuse, liée notamment à des lenteurs dans le recouvrement de l'impôt. Compte tenu des difficultés financières du Trésor, les Directeurs font donc appel à des banques privées ainsi qu'à de grosses maisons de négoce et des compagnies commerciales, qui s'associent pour le pourvoir en fonds. De son côté, Bonaparte prépare activement son coup d’État. Un nouvel emprunt forcé est décidé. « Aussi, l’une des préoccupations majeures de Bonaparte, en matière de finances publiques, a-t-elle été de créer des institutions qui assurent l’alimentation régulière des caisses de l’État ; mais leur mise en place ne s’est effectuée que progressivement ».
Sous la bénédiction du ministre des Finances Ramel-Nogaret qui tente de sortir de la crise des assignats (c'est chose faite en 1797) et d'en finir avec les Biens nationaux, une première série de banques naissent à Paris entre 1796 et 1799, comme par exemple la Caisse des comptes courants en juin 1796, la Caisse d'escompte du commerce en novembre 1797 ou la Banque territoriale en avril 1799. La possibilité d'escompter les effets de commerce accélère la circulation des capitaux et favorise l'expansion d'un tissu industriel et commercial privé. 
À côté d'émigrés revenus dès 1795 et protégés par Cambacérès, de nouveaux hommes d'affaires ambitieux apparaissent comme Gabriel-Julien Ouvrard qui se propose auprès du Trésor comme prestataire de services financiers ou si l'on veut comme « banquier du Trésor public ». Ouvrard aurait avancé plus de dix millions au Directoire, notamment en devenant l'un des plus gros fournisseurs aux armées. Après enquête, Ouvrard est écarté. La banque privée soutient Bonaparte : « Il est certain que, pendant l’hiver 1799-1800, le crédit de places étrangères fut sollicité — celui de Gênes et de Hambourg avec succès [...]. Plus importante que ces expédients est la reprise, dès [novembre 1799], des tractations officielles avec le « syndicat » de la haute banque parisienne ».
Après le coup d’État qui instaure le Consulat, Ramel-Nogaret est remplacé par Gaudin qui institue la Caisse de garantie et d'amortissement afin d'étaler le service de la Dette publique et réforme le statut du receveur général : celui-ci est désormais responsable de la perception des impôts directs dans son département. Il reverse les impôts à l’État par douzième en émettant des obligations payables à son domicile chaque mois.

## Les Vingts Négociants réunis
Ces tractations qui ne visent qu'à trouver rapidement des liquidités pour alimenter les armées et les services publics, aboutissent le 29 frimaire An VIII (20 décembre 1799) à la constitution d’une première société, dite des « Vingt Négociants réunis », qui présente un mélange de financiers et d'entrepreneurs commerciaux. 
Les associés sont, dans l'ordre de l'acte : Perregaux, Le Couteulx, Mallet, Récamier, Barrillon, les frères Fulchiron, Germain, Sévène, Doyen, Bastide, Armand Seguin, Martigny (pour Carié-Bézard & Cie), Enfantin frères, Jubié et Basterrèche, Limoge, Michel jeune, Roger frères, Solier fils et Delarue, Gabriel-Julien Ouvrard.
Dans la foulée, la Banque de France est instituée le 28 nivôse An VIII (18 janvier 1800) : certains de ses hommes se retrouvent nommés au conseil de régence.
Le mécanisme est simple : le sociétaire s'engage à trouver de l'argent au Trésor en échange de quoi il lui est remis des obligations négociables qu'il peut placer selon son bon vouloir sur le marché à des taux intéressants et qui permettent d'obtenir des liquidités avec bénéfice. Cet argent reposait donc en partie sur les rentrées liées à l’impôt, lesquelles étaient calculées par les receveurs généraux. Cela reviendrait aujourd'hui à ce que l’État demande à des particuliers spécialisés dans les marchés financiers à « jouer » avec les rentrées fiscales. 
Les Vingts Négociants n’avancent immédiatement que la somme de trois millions (à peine de quoi couvrir le service de la dette pour un mois), mais ils s’engagent à en fournir neuf autres en prenant pareil montant de billets d’une loterie autorisée par le gouvernement. La société est dissoute le 16 septembre 1800, après consommation de l’opération.

## Les Dix négociants réunis
Le 19 ventôse An VIII (9 mars 1800) naît une deuxième société appelée « Les Dix Négociants réunis », limitée aux dix premiers de la liste précédente. Chacun de ces sociétaires est intéressé par dixièmes. Le Trésor réclame cette fois au plus vite « un million et demi en lettres de crédit pour le service des armées d’Italie et du Rhin », puis un million et demi en numéraire. Les Dix sont rejoints ensuite par Armand Seguin. 
Tandis que des banquiers déposaient auprès du Trésor des obligations négociables, celui-ci chargeait Médard Desprez d’en effectuer la négociation à un taux inférieur à celui pratiqué sur le marché obligataire (2 % d’escompte par mois).

## L'Association des Banquiers du Trésor public
Le 29 thermidor An IX (17 août 1801), les Dix sont réduits à cinq, à savoir, Perregaux, Mallet, Fulchiron, Récamier et Doyen, et forment l'« Association des Banquiers du Trésor public », une sorte de syndicat réunissant les banquiers les plus puissants et les plus prestigieux, pour le service permanent du Trésor.
Au printemps 1802, Bonaparte estime les services de ces banquiers beaucoup trop onéreux : il demande que le taux d'escompte soit ramené à 1 % par mois. Les membres de l'Association sont alors renouvelés : entrent Barrillon, Bastide, Desprez, Naurissart, mais Récamier et Fulchiron restent.
Au budget prévisionnel de l’État, le premier semestre indique que les besoins du Trésor se montent à... 145 millions.
En 1803, l'Association ne peut plus couvrir les besoins du Trésor en crédit à court terme. Une crise éclate. Les banquiers Barrillon et Carié-Bézard jettent l'éponge et la Banque territoriale ferme ses portes.

## L'Agence des Receveurs généraux
Le 22 thermidor An XI (10 août 1803), l’Agence des Receveurs généraux, un comité de douze receveurs qui, depuis 1802, étaient chargés de concentrer et de transmettre les obligations négociables de leurs collègues, se voit confier la mission de fournir le Trésor. Durant près de neuf mois, l’État parvient à fonctionner en parfaite indépendance. C'est aussi à cette époque qu'a lieu la vente de la Louisiane aux États-Unis, négociée via les banques Hope & Co. et Barings.

## Le retour des Négociants réunis
Entre le 4 avril et le 17 septembre 1804, le Trésor fait de nouveau appel aux Négociants réunis pour un montant de dix millions de francs par mois. Les élus, qui décident de créer la « Compagnie des négociants réunis », sont Armand Seguin, les frères Michel, Ignace-Joseph Vanlerberghe et, indirectement, Ouvrard, en affaire avec ceux-là. Les banquiers privés ont cédé la place aux grands fournisseurs de l'armée ; des dizaines de millions vont à la Marine et à la Guerre. Pour l'exercice de l'An XIII, le Trésor confie intégralement aux Négociants la charge de trouver de plus en plus de liquidités. Napoléon prépare de son côté le blocus continental après avoir renoncé à l'invasion de l'Angleterre. Le rapprochement avec l'Espagne et le Portugal fait miroiter aux financiers l'arrivée prochaine de cargaisons d'or et d'argent métal venues des colonies d'Amérique du Sud. Par la suite, Michel jeune se retire et c'est alors qu'Ouvrard entre officiellement en scène. En août 1805, Médard Desprez, du fait de sa fonction à la Banque de France, est nommé comme intermédiaire officiel entre les Négociants et le Trésor, puis il en devient le directeur et le seul négociateur. Desprez réussit à négocier pour un demi milliard de francs d'obligations sur le Trésor. Le service est renouvelé pour l'exercice de l'An XIV. 

## La fin du système et ses conséquences
En décembre 1804, l’Angleterre déclare la guerre à l’Espagne. Quelques semaines auparavant, Ouvrard négociait avec Madrid un gros échange de piastres contre des fournitures militaires. Désemparé, Ouvrard a alors recours aux services de la Hope & Co et de la Barings pour tenter de recouvrir ses piastres via des navires britanniques. L’accord, totalement hasardeux, est signé en mai 1805. En octobre, rien n'arrive. Pour se procurer des fonds, les Négociants réunis tirent des traites les uns sur les autres, et les font escompter par la Banque de France, grâce à Desprez et avec l’appui du secrétaire aux Finances, Barbé-Marbois et menace directement l'institution, enfant chéri de Napoléon. Le ministre charge les receveurs généraux Buffault, Gibert, Harlé et Pierlot de prendre la relève. 
En novembre 1805, le système de réescompte étant suspendu, l'ensemble des Négociants réunis se déclarent en quasi-faillite, provoquant une cascade de banqueroutes dans toute la France. La dette des Négociants est estimée à 141 millions de francs. Vanlerberghe et Ouvrard réussissent à trouver 85 millions à la fin de 1806, mais le premier se déclarera définitivement en faillite en 1811. Barbé-Marbois est renvoyé en janvier 1806 et remplacé par Mollien qui aide à réformer globalement l'administration fiscale. Au système des Négociants commissionnés succède par exemple la Caisse de service, un comité des receveurs généraux plus perfectionné. 
Les actions en recouvrements de créances entre le Trésor et les anciens commissionnaires perdureront jusque dans les années 1830.